# Гленс Фолс (Њујорк)
Гленс Фолс (енгл. Glens Falls) град је у америчкој савезној држави Њујорк. По попису становништва из 2010. у њему је живело 14.700 становника.

## Демографија
Према попису становништва из 2010. у граду је живело 14.700 становника, што је 346 (2,4%) становника више него 2000. године.
| Група             | 2000.          | 2010.          |
| Белци             | 13.736 (95,7%) | 13.721 (93,3%) |
| Афроамериканци    | 186 (1,3%)     | 260 (1,8%)     |
| Азијати           | 61 (0,4%)      | 95 (0,6%)      |
| Хиспаноамериканци | 199 (1,4%)     | 334 (2,3%)     |
| Укупно            | 14.354         | 14.700         |